# Blautopf

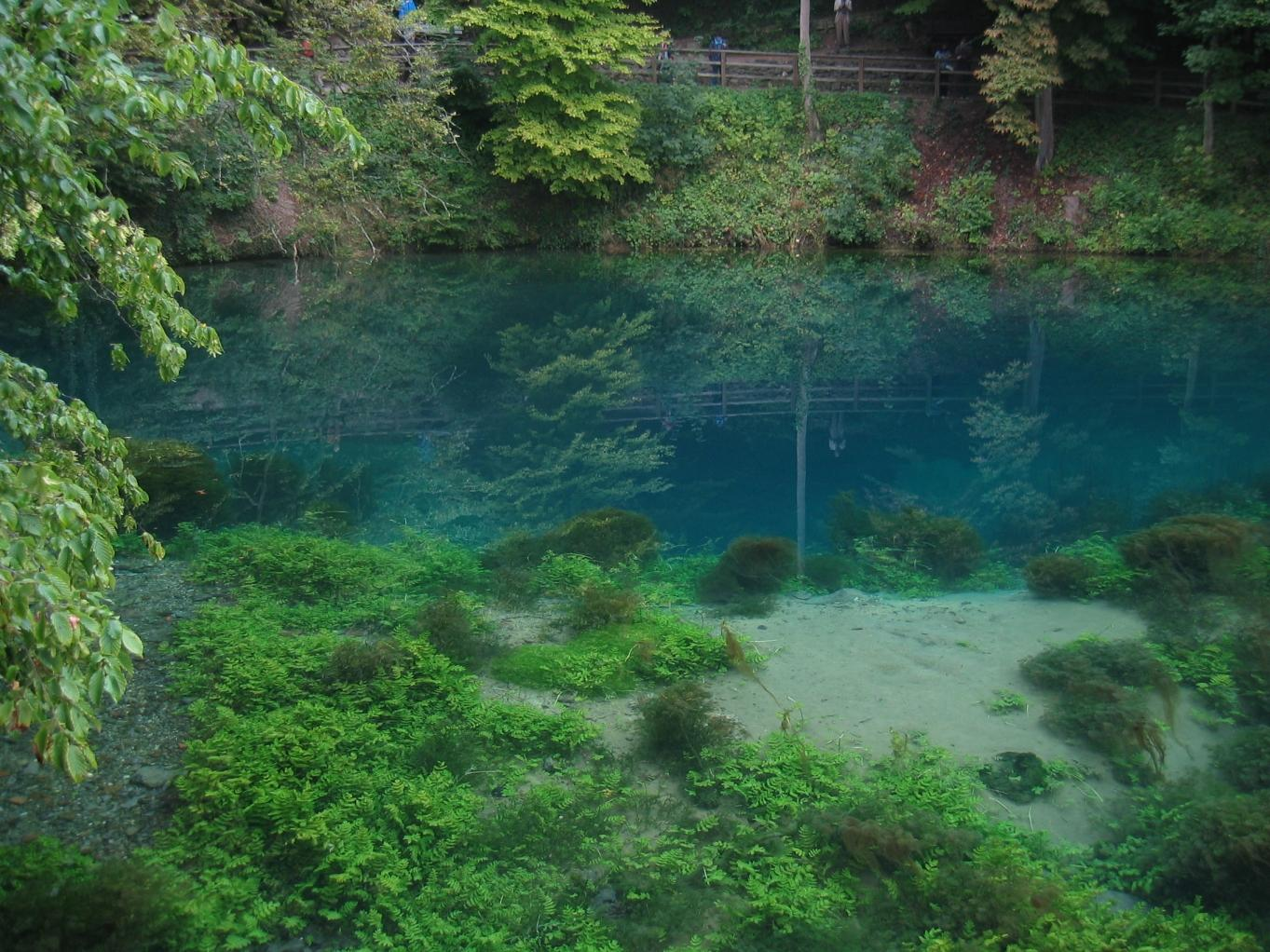
Le Blautopf (septembre 2004).

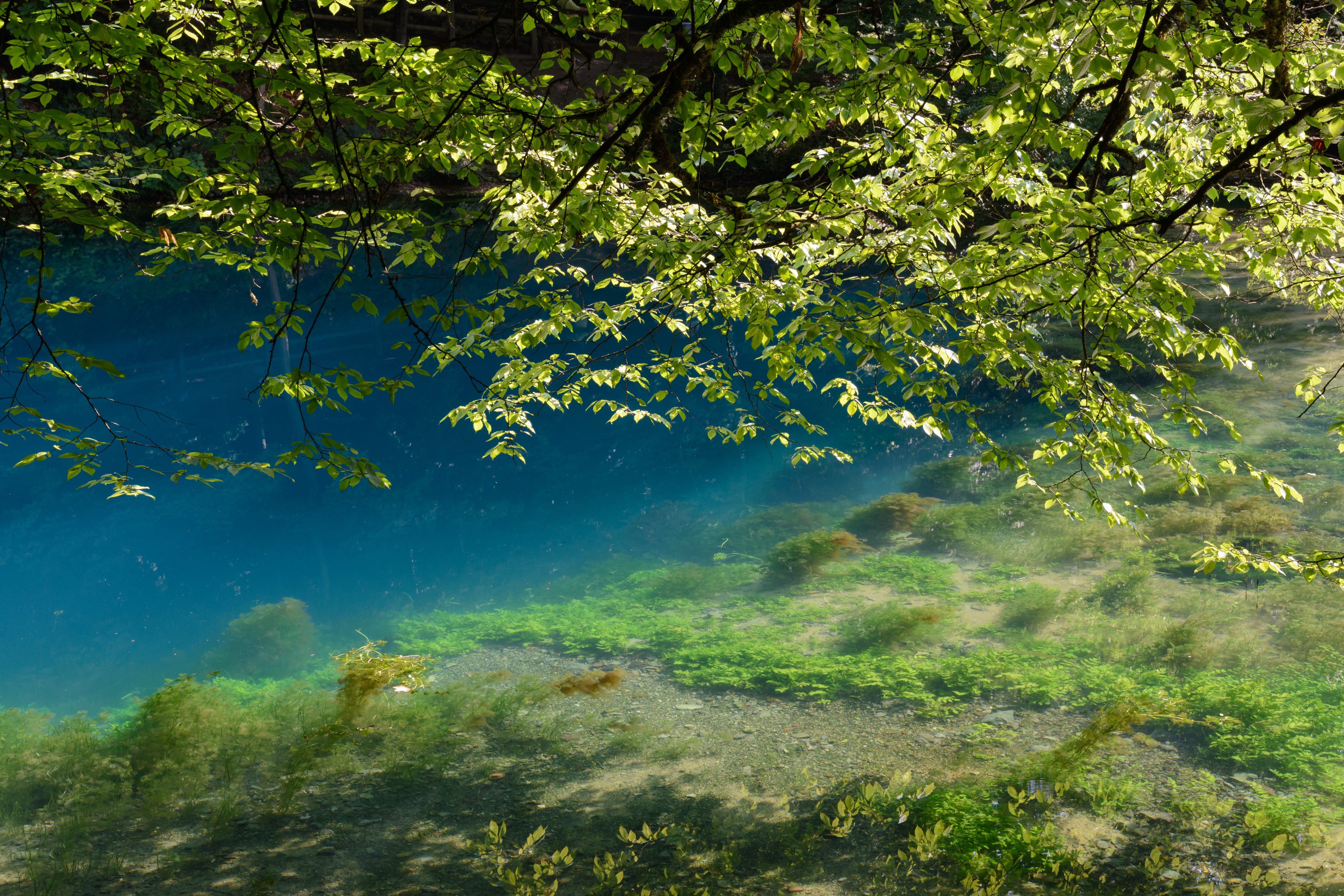
Le Blautopf (août 2018).

Le Blautopf qui peut se traduire par Pot Bleu (en allemand « Topf » signifie « pot ») est une exsurgence qui constitue la source de la rivière Blau, en Allemagne méridionale.

## Situation
Il est situé dans la ville de Blaubeuren, approximativement à 16 km à l'ouest d'Ulm. Il est la source de la rivière Blau, qui après 22 km se jette dans le fleuve Danube dans la ville d'Ulm. Le nom de la rivière est pré-germanique, peut-être d'origine gauloise[réf. nécessaire].

## Fonctionnement
Du fait de la pression de l'eau, la cuvette en forme d'entonnoir, qui atteint une profondeur de 21 m à son point le plus profond, résiste à l'érosion. La couleur bleue de l'eau est due au calcaire très concentré dissout dans l'eau.
Au fond de la vasque se situe une entrée subaquatique du réseau karstique semi-noyé de Blauhöhlensystem (de).